# Čáry
Čáry (in ungherese Csári) è un comune della Slovacchia facente parte del distretto di Senica, nella regione di Trnava.
Ha dato i natali a Martin Kollár (1853-1919), presbitero, giornalista e politico.